# Nagy fakopáncs
A nagy fakopáncs, más néven tarka harkály (Dendrocopos major) a madarak (Aves) osztályának harkályalakúak (Piciformes) rendjébe, ezen belül a harkályfélék (Picidae) családjába tartozó faj. A Dendrocopos madárnem típusfaja.
Évente egyszer költ. Nászidőszakban a hím jellegzetesen dobol a korhadt fákon. Territóriumán belül több odút is készít, de csak egyben fészkel. A tojó 6 tojását az odú alján levő faforgácsra rakja. A kotlás 14-16 napig tart. Mindkét szülő üli a tojásokat. A balkáni fakopáncs hazai megtelepedése után (30-40-es évektől) egyedszáma csökkent az urbanizált élőhelyeken. A fatörzsön táplálkozó fajok többségéhez hasonlóan télen is megtalálja táplálékát, ezért nem vonul el. Télen kóborló, de soha nem megy messze előző évi költőhelyétől.

## Rendszerezése
A fajt Carl von Linné svéd természettudós írta le 1758-ban, a Picus nembe, Picus major néven.

## Alfajai
A nagy fakopáncsnak több alfaja is létezik. A különböző szerzők 14, illetve 30 közé teszik számukat. Ez jelentős mennyiség, mivel a biológiai mutálódások számos köztes alfajt hoztak létre. Ugyanakkor a mitokondriális DNS vizsgálatok adatai azt mutatják, hogy a Kaszpi-tengernél élő Dendrocopus major poelzami, a Japán területén előforduló D. m. japonicus, valamint a kínai D. m. cabanisi alfajok lehet, hogy teljesítik az önálló madárfajok kritériumait. Ettől eltérő módon bár a Tenerifén élő D. m. canariensis alfaj ugyan külső megjelenésben jelentősen eltér a névadó alfajtól, ám mégis közeli rokonságot mutat a D. m. major alfajjal.
A D. m. submajor fosszíliái arról tanúskodnak, hogy e madárfaj a középső pleisztocén idején élt a Riss glaciális idején (250,000 - 300,000 évvel ezelőtt) Európa déli vidékein, a jégtakarótól délre fekvő területeken. Időnként kihalt fajként kezelik, ám nincs különösebb eltérés a ma élő nagy fakopáncstól, amely feltehetően ezen faj kései leszármazottja.
- Dendrocopos major anglicus Hartert, 1900
- Dendrocopos major beicki (Stresemann, 1927)
- Dendrocopos major brevirostris (Reichenbach, 1854)
- Dendrocopos major cabanisi (Malherbe, 1854)
- Dendrocopos major canariensis (Koenig, 1889)
- Dendrocopos major candidus (Stresemann, 1919)
- Dendrocopos major hainanus Hartert & Hesse, 1911
- Dendrocopos major harterti Arrigoni degli Oddi, 1902
- Dendrocopos major hispanus (Schluter, 1908)
- Dendrocopos major italiae (Stresemann, 1919)
- Dendrocopos major japonicus (Seebohm, 1883)
- Dendrocopos major kamtschaticus (Dybowski, 1883)
- Dendrocopos major major (Linnaeus, 1758)
- Dendrocopos major mandarinus (Malherbe, 1857)
- Dendrocopos major mauritanus (C. L. Brehm, 1855)
- Dendrocopos major numidus (Malherbe, 1843)
- Dendrocopos major paphlagoniae (Kummerlowe & Niethammer, 1935)
- Dendrocopos major parroti Hartert, 1911
- Dendrocopos major pinetorum (C. L. Brehm, 1831)
- Dendrocopos major poelzami (Bogdanov, 1879)
- Dendrocopos major stresemanni (Rensch, 1924)
- Dendrocopos major tenuirostris Buturlin, 1906
- Dendrocopos major thanneri le Roi, 1911
- Dendrocopos major wulashanicus Cheng, Xian, Zhang & Jiang, 1975[2]

## Előfordulása
Európában, Ázsiában és Észak-Afrikában él (észlelték).[forrás?]

### Kárpát-medencei előfordulása
Magyarországon állandó és rendszeres fészkelő.

## Megjelenése, felépítése
Testhossza 22–23 centiméter, szárnyának fesztávolsága 34–39 centiméter, testtömege 70–100 gramm. Feje teteje, nyaka és háta fekete: a fekete bajuszsávot fekete sáv köti össze a tarkóval. Ez a fekete keret fehér sapkát zár közre, és ez megkülönbözteti minden egyéb európai harkálytól. A két látható szélső faroktolla fehér, fekete pettyekkel vagy sávokkal. (A balkáni fakopáncs (Dendrocopos syriacus) ennek a fordítottja: fekete alapon fehéren pettyezett). A fiataloknál a bajuszsávot a tarkóval összekötő sáv vékonyabb, gyakran nem is ér el a tarkóig. Fartájéka és alsó farokfedői skarlátvörösek.
|  |  |

## Életmódja, élőhelye

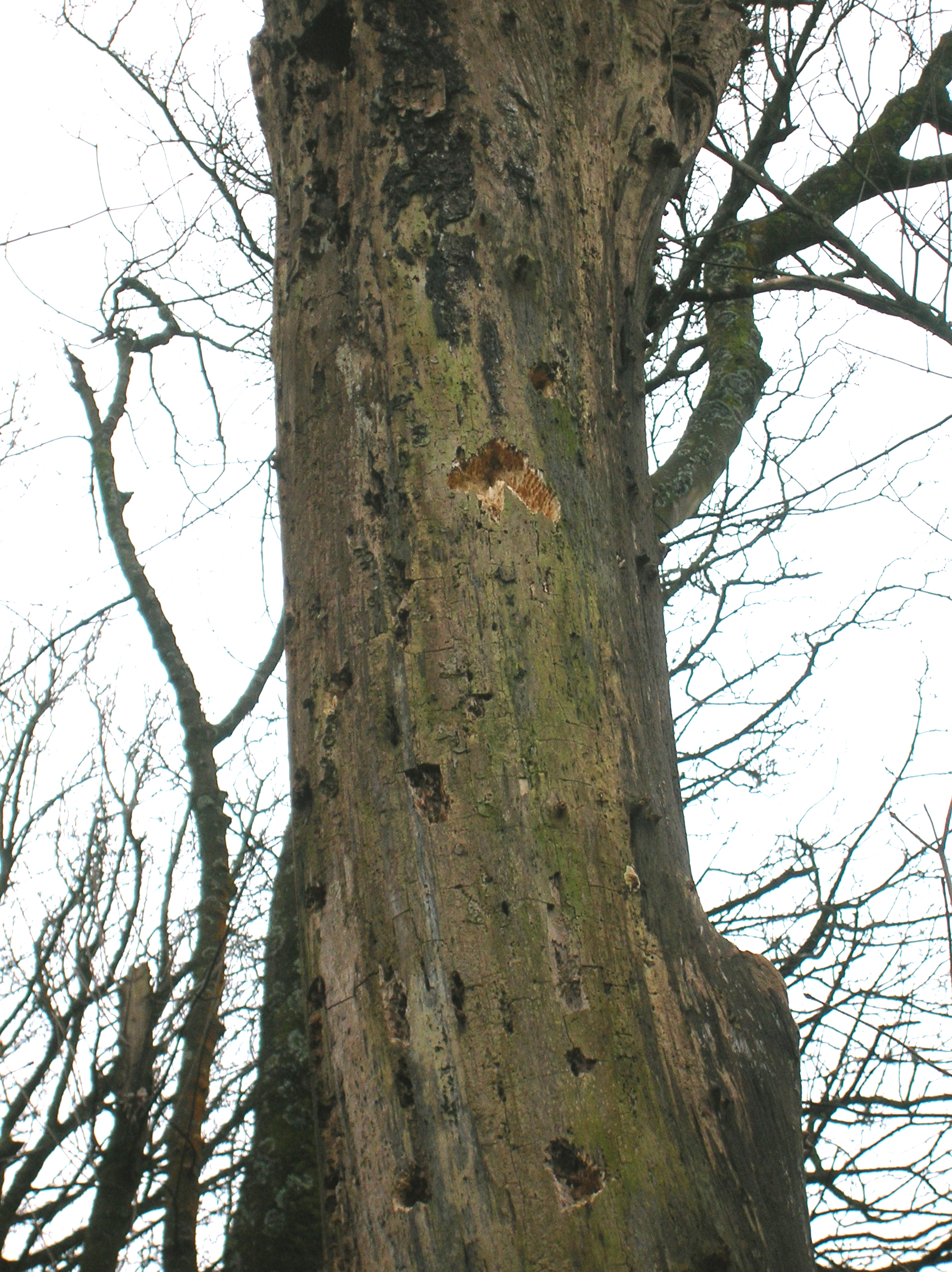
Az idősebb fák jelentik legfőbb táplálkozási területét, melyekbe több lyukat is fúrhat erős csőrével.

A nagy fakopáncs a Brit-szigetektől kezdve, Eurázsia jelentős részén elterjedt madár, élőhelye egészen Japánig nyúlik keleten, míg délen Észak-Afrikában Marokkótól Tunéziáig megtalálható. Azon területekről, melyek számára már túl hideg, vagy túl száraz éghajlati adottságokkal rendelkeznek, illetve melyeket nem borítanak jelentősebb erdőségek, onnan teljesen hiányoznak példányai. A különböző fafajokból álló erdők számos fajtájában megtalálható, legyenek azok akár lombhullató erdők, vagy örökzöld fenyvesek. Megtalálhatóak egyedei kertekben, parkokban, gyümölcsösökben, olajfa ültetvényeken a tenger szintjétől, egészen az erdők legfelsőbb elterjedésének határáig, akár több, mint 2000 méteres magasságban is Európában, míg Marokkóban, akár 2200 méterig, Közép-Ázsiában élő egyedei pedig akár 2500 méterig is felmerészkednek.
A nagy fakopáncs egész évben állandóan megtalálható madár, melynek azonban jelentősebb állományai kényszerülnek vándorlásra akkor, amikor az északabbi vidékeken a kevesebb fenyőmag miatt táplálékhiány mutatkozik. Felföldeken, hegyvidékeken élő állományai telente lejjebb költözhetnek. A fiatalabb egyedeknél is előfordul, hogy el kell hagyniuk szüleik territóriumát, mivel nem mindenhol elegendő a táplálék több harkály számára is. Ilyenkor akár 100-600, sőt feljegyeztek már olyan fiatal példányokat is, melyek több, mint 3000 kilométert is megtettek az új territórium keresése közben. Kóborló egyedei felbukkantak már a Feröer-szigeteken, Hongkongban és Izlandon, valamint számos alkalommal feljegyezték felbukkanását Észak-Amerikában az Aleut-szigeteken, a Pribilof-szigeteken, valamint Alaszka területén.
A nagy fakopáncs a 17. század során kipusztult Írország szigetéről, de e faj újra meghódította a vidéket, mivel 2007-ben már County Downnál fészkelő párt is sikerült megfigyelni.
Hegy- és síkvidéki erdőkben egyaránt előfordul.
Erős csőrével lyukat vés a fába, a kéreg alatt élő hernyókat keresgélve, majd ragadós nyelvével szedi ki táplálékát. A fatörzsről is összeszedi a bogarakat, és a gyümölcsöket is megeszi. Esetenként gyűrű alakban kis lyukakat váj a fa törzsébe, hogy felnyalogathassa a kicsorduló nedvet. Feltöri, kitágítja a kis énekesmadarak fészekodvait, hogy felfalhassa a tojásokat, illetve a fiókákat.
|  |  |

### Vedlése
A kifejlett fakopáncsok vedlése a párzási időszakot követően megy végbe és mintegy 120 napot ölel fel. Északon a D. m. major vedlése június közepétől, vagy július közepétől tart, egészen október novemberig, míg alfajai közül a D. m. pinetorum korábban kezdi tollazatának cseréjét, amely kora június és július közepe közt kezdődik és szeptember közepéig, vagy október végéig tart, míg a délebbi vidéken élő D. m. hispanicus már május végén elkezd vedleni és augusztus elejére már be is fejeződik nála e folyamat. A fiókák csak részleges vedlésen esnek át, mely a szárnytollakat nem érinti, de a testüket, a faroktollakat és az evezőtollaikat igen. Ez a vedlés alakítja ki náluk a felnőttekéhez hasonló tollazatot, mely folyamat május végétől, augusztus elejéig kezdődik el és szeptember közepétől november végéig tart, a felnőtteknél már leírt földrajzi elhelyezkedés alapján.

## Szaporodása
Saját fészekodvát önmaga vájja – rendszerint élő fa törzsébe vagy függőleges ágába de akár telefonpóznába is, hozzávetőleg 1,8 m magasan. Az odú a szűk bejárat után kiöblösödik. 4-6 tojását az odú csupasz aljzatára rakja, és 14-16 napig kotlik rajtuk. A fiókák fészeklakók, 20 napos korukban repülnek ki.
|  |  |

## Védettsége
Európában biztos állományú, a Természetvédelmi Világszövetség Vörös Listáján nem fenyegetett státuszú fajként tartják nyilván. Hazánkban védett, természetvédelmi értéke 25.000 Ft.